# نووا ریشه
نووا ریشه (به چکی: Nová Říše) یک منطقهٔ مسکونی در جمهوری چک است که در ناحیه ییهلاوا واقع شده‌است. نووا ریشه ۷٫۸۵ کیلومتر مربع مساحت و ۸۴۲ نفر جمعیت دارد و ۵۳۶ متر بالاتر از سطح دریا واقع شده‌است.